# Gonodontis cleliaria
Gonodontis cleliaria là một loài bướm đêm trong họ Geometridae.